# فيولانتي بلاسيدو
ماريا فيولانتي بلاسيدو (بالإيطالية: Maria Violante Placido)‏ هي ممثلة ومغنية إيطالية ولدت في يوم 1 مايو 1976 في مدينة روما في إيطاليا، كإبنة للمخرج ميكيل بلاسيدو وسيمونيتا ستيفانيلي، بدأت التمثيل في سنة 1993 ومثلت في عدة أفلام ومسلسلات مثل فيلم قوست رايدر: شبح الانتقام في سنة 2012.

## روابط خارجية
- فيولانتي بلاسيدو على موقع IMDb (الإنجليزية)
- فيولانتي بلاسيدو على موقع ألو سيني (الفرنسية)
- فيولانتي بلاسيدو على موقع ميوزك برينز (الإنجليزية)
- فيولانتي بلاسيدو على موقع أول موفي (الإنجليزية)
- فيولانتي بلاسيدو على موقع قاعدة بيانات الأفلام السويدية (السويدية)
- فيولانتي بلاسيدو على موقع ديسكوغز (الإنجليزية)
- فيولانتي بلاسيدو على موقع قاعدة بيانات الفيلم (الإنجليزية)
- فيولانتي بلاسيدو على موقع كينوبويسك (الروسية)